# Chiang Wei-kuo
Chiang Wei-kuo (chinês tradicional: 蔣緯國, chinês simplificado: 蒋纬国, pinyin: Jiǎng Wěiguó, ou Wego Chiang; 6 de outubro de 1916 – 22 de setembro de 1997) foi um filho adotivo do presidente Chiang Kai-shek, irmão adotivo do presidente Chiang Ching-kuo, e uma figura importante no Kuomintang (KMT). Seus nomes de cortesia eram Jianhao (建鎬) e Niantang (念堂).
Em 1936, Chiang Wei-kuo foi enviado por seu pai para estudar na Kriegshochschule (Escola de Guerra) em Munique, onde se graduou em 1939.
Em 1938, como comandante de um pelotão de tanque de tropas de montanha (Gebirgsjäger) da Wehrmacht, o Leutnant (Tenente) Chiang participou de operações militares da Anschluss. Posteriormente, como seus companheiros, ele exerceu um comando na Áustria.
Ele retornou à China em 1940 com a patente de tenente e foi designado para um regimento em Xian.
Esposou em 1944 com Shih Chin-i (石靜宜), filha de Shih Feng-hsiang (石鳳翔), dono de uma fábrica têxtil. Shih morreu em 1953, alguns dizem que envenenado por ordem do presidente Chiang Kai-shek, que teria imaginado que a família Shih estava usando ele para ganhar influência na família Chiang.
Posteriormente, Wei-kuo criou a Escola Primária Chingshin (靜心小學) em Taipei para honrar sua memória. Ele se casou em 1957 com Chiu Ju-hsüeh (丘如雪), também conhecida como Chiu Ai-lun (邱愛倫), filha de um casal sino-alemão. Chiu deu seu único filho, Chiang Hsiao-kang, (蔣孝剛) em 1962, a mais jovem geração Hsiao no seio da família Chiang.